# Patryk Jaki
Patryk Tomasz Jaki, né le 11 mai 1985 à Opole en Pologne, est un politologue et homme politique polonais, membre de Droit et justice. 
Il est élu député de la Diète en 2011 puis député européen en 2019.